# Mariä Himmelfahrt (Hadersbach)

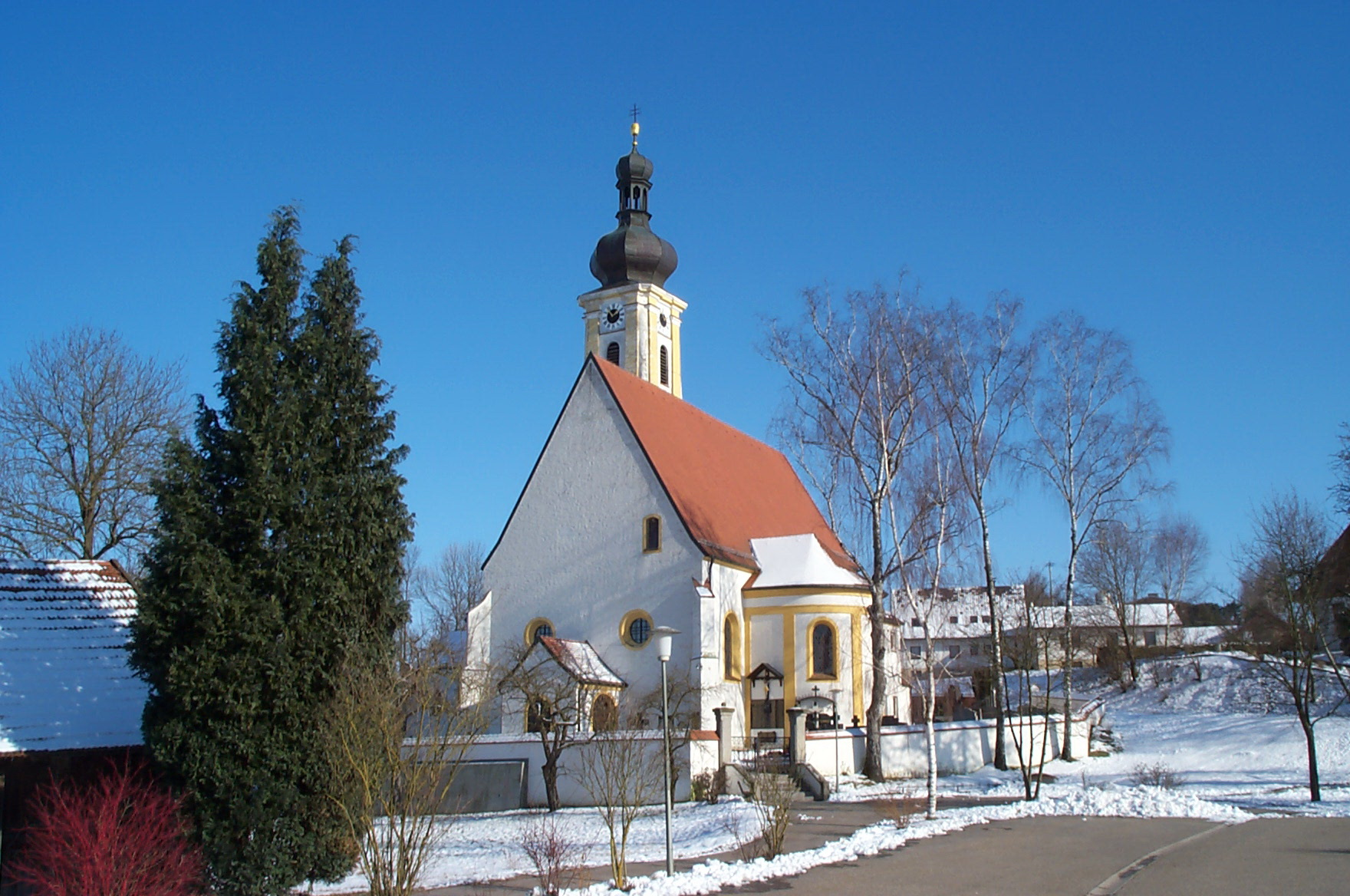
Mariä Himmelfahrt in Hadersbach

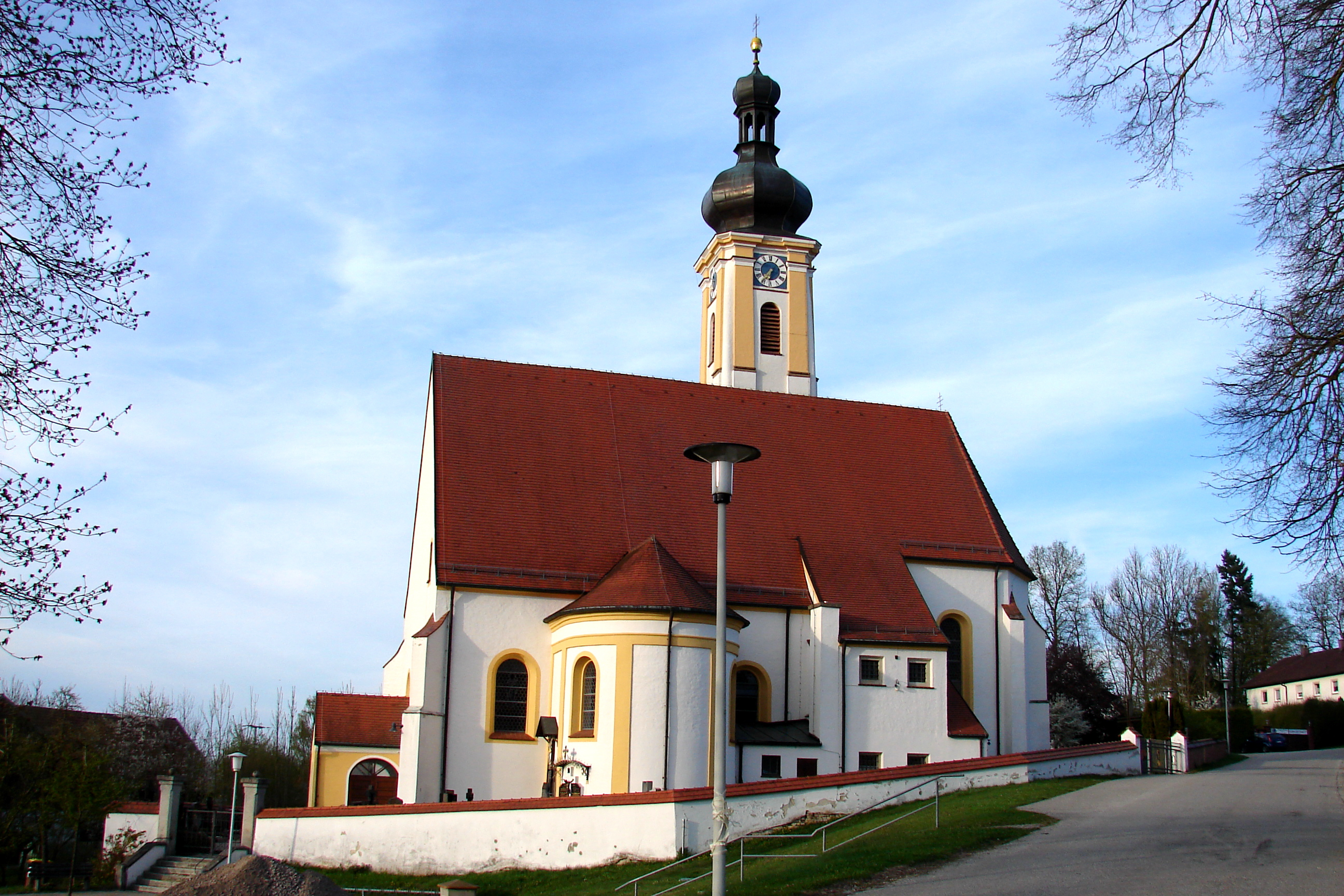
Ansicht von Süden

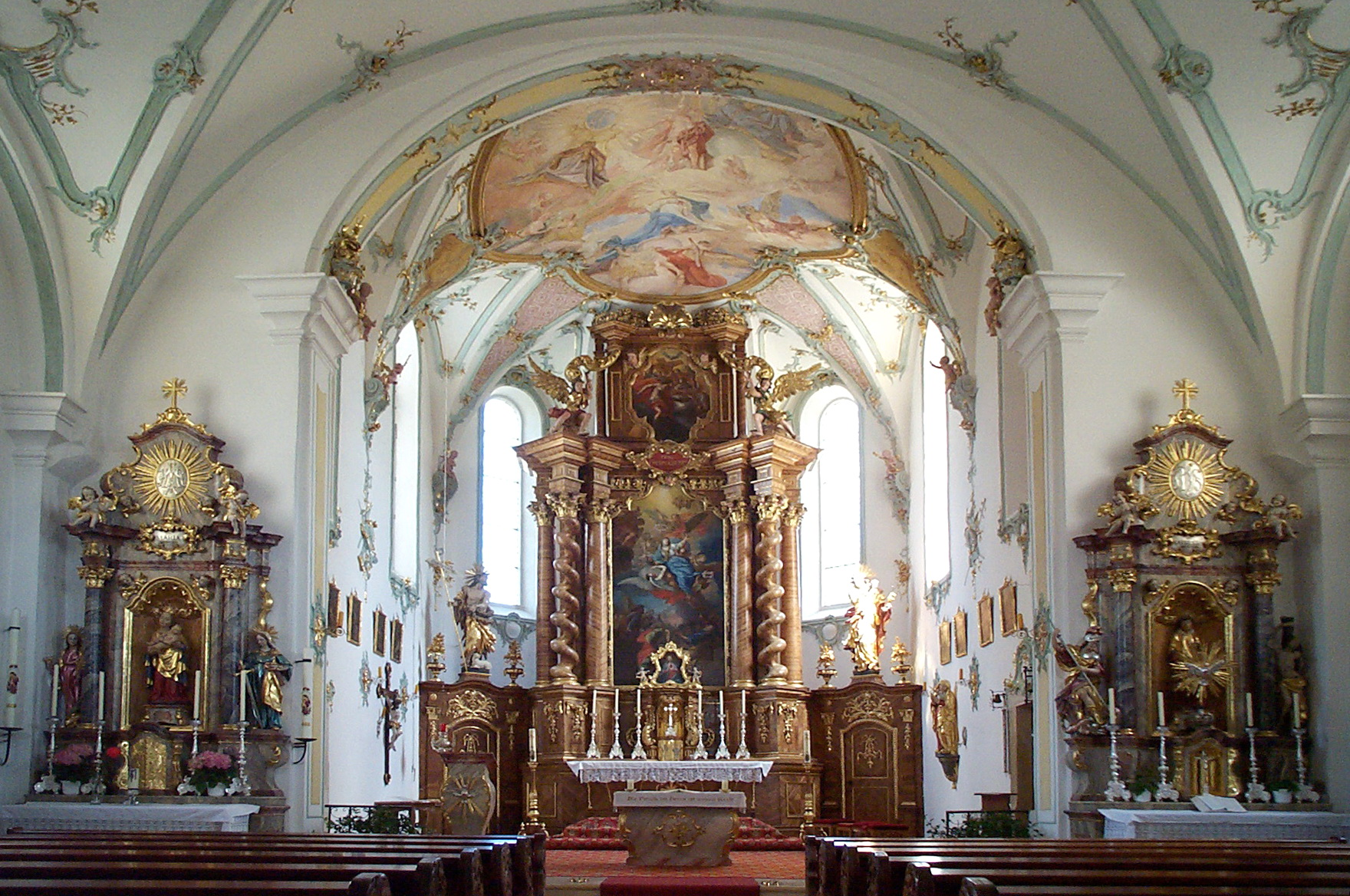
Innenansicht nach Osten

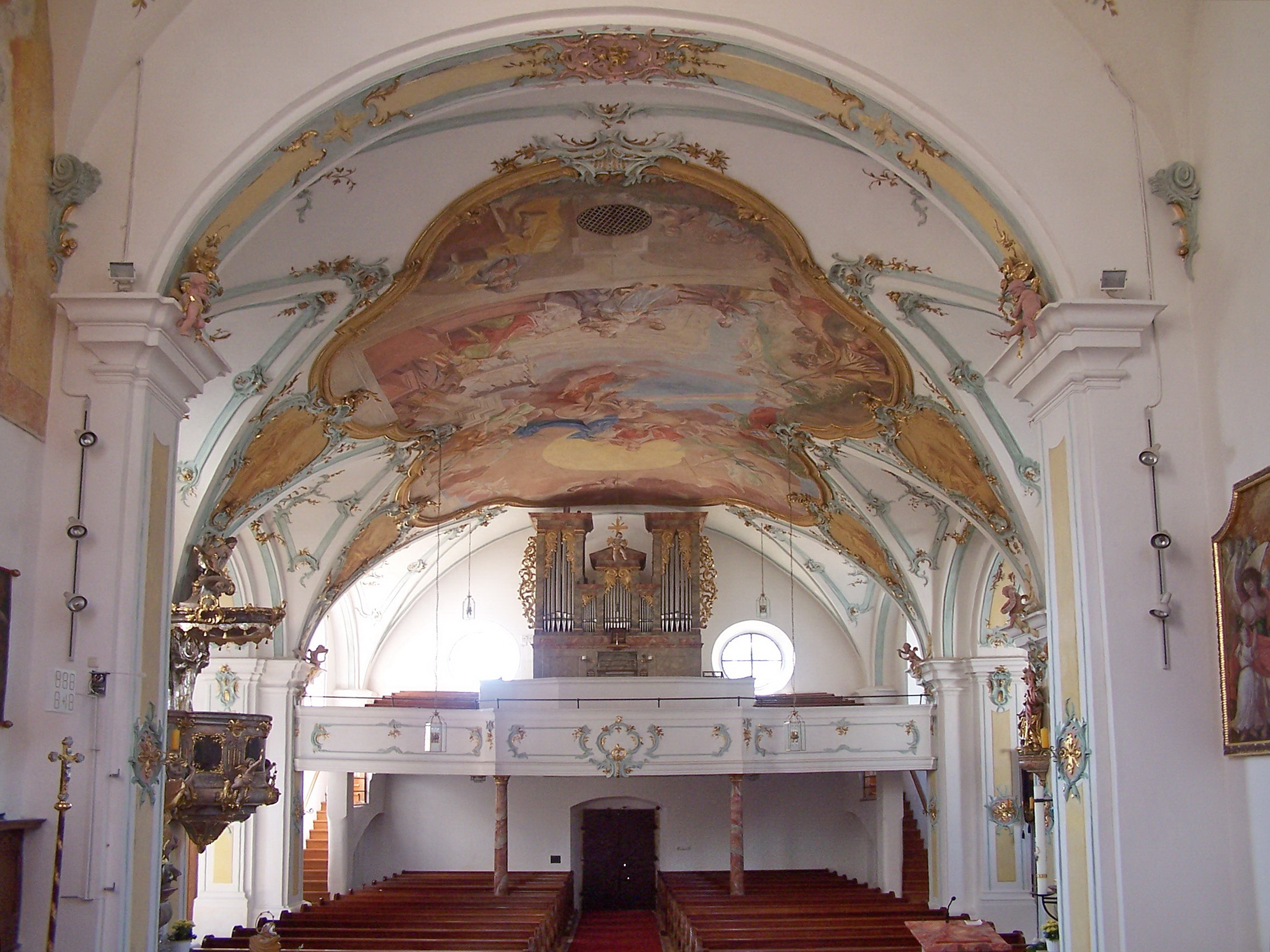
Innenansicht nach West

Die römisch-katholische Expositurkirche Mariä Himmelfahrt ist eine ursprünglich spätgotische, barockisierte Saalkirche im Gemeindeteil Hadersbach von Geiselhöring im niederbayerischen Landkreis Straubing-Bogen. Sie gehört zur Kirchengemeinde St. Nikolaus Sallach im Dekanat Geiselhöring des Bistums Regensburg und gilt als Kunstwerk von überregionaler Bedeutung.

## Geschichte und Architektur
Die vermutlich vom Regensburger Stift Obermünster gegründete Kirche war ursprünglich Sitz der Sallacher Pfarrei. Hadersbach war einst Ziel eines Leonhardiritts. Nach einer Inschrift über dem Westportal erfolgte 1521 ein Neubau. Seit dem späten Mittelalter ist eine begüterte Muttergottesbruderschaft in Hadersbach nachweisbar, die im 18. Jahrhundert die finanziellen Mittel für die Renovierungen bereitstellte. Eine eingreifende Umgestaltung der Kirche im Barockstil erfolgte in den Jahren 1716/1717, der Turm wurde in den Jahren 1738–1740 erhöht und in den Jahren 1760–1765 wurden zwei Seitenkapellen angebaut.
In den Jahren 1765/1766 wurde eine Ausgestaltung des Inneren durch Matthäus Günther und Franz Xaver Feichtmayer den Jüngeren in den Formen des Rokoko vorgenommen, die bis nach 1770 ergänzt wurde. Diese Zusammenarbeit zweier vielbeschäftigter Künstler führte zu einer Raumgestaltung, die im Dehio-Handbuch als nobles, maßvolles Rokoko-Kunstwerk von überregionaler Bedeutung bewertet wird. Eine Renovierung des Inneren wurde in den Jahren 1993–1999 vorgenommen.

### Äußeres
Das fast schmucklose Äußere der Kirche zeigt Reste des einst gotischen Bauwerks wie der eingezogene Chor mit Strebepfeilern, der ungegliederte Unterbau des nördlich vom Chor angebauten Turms und die Westfassade mit Strebepfeilern und steilem Giebel. Dem Barock gehören die halbrund geschlossenen Seitenkapellen, die in der mittleren Achse des Langhauses anschließen und der durch Lisenen gegliederte Oberbau des Turmes mit verkröpftem Gesims und einem Kuppelabschluss mit Laterne an.
Das Westportal ist auf das Jahr 1521 datiert und im Übergangsstil zwischen Gotik und Renaissance gestaltet. Das profilierte Gewände zeigt unter dem Sturz zwei in Zeittracht gekleidete Konsolfiguren als Atlanten sowie eine Mondsichelmadonna im Relief und ist von zwei Engelsfiguren flankiert. Im barocken Vorzeichen sind zwei steinerne Reliefs des späten 15. Jahrhunderts eingemauert, die Maria mit dem Kind zwischen der heiligen Katharina und Johannes Evangelista sowie das von Engeln gehaltene Schweißtuch Christi zeigen.

### Inneres
Das Innere ist durch die vereinheitlichende Dekoration des Rokoko gekennzeichnet. Das Langhaus ist breit proportioniert. Der leicht eingezogene Chor mit zwei Achsen endet in einem dreiseitigen Schluss. Durch die seitlich anschließenden Kapellen, welche hell beleuchtet sind, ein Gegengewicht zum Chor bilden und die Zentralisierung betonen, ist die Längsstreckung abgemildert. Alle Raumteile sind mit Tonnengewölben mit Stichkappen abgeschlossen, die im Chor höher als im Schiff liegen und dort noch den nachgotischen Ursprung des Raums erkennen lassen.

## Deckengemälde und Stuckaturen
Die Deckengemälde im Schiff sind von Günther signiert und mit der Jahreszahl 1766 versehen worden. Sie sind relativ gut erhalten. Auf dem Hauptgemälde ist die zur Königin der Perser erhobene Esther dargestellt, die am Thron ihres Gemahls Ahasver einen Verzicht auf eine Judenverfolgung erwirkt. Das Gemälde zeigt die in Ohnmacht fallende Esther vor dem Thron des Ahasver, der sie mit dem Szepter berührt. Diese Szene ist typologisches Vorbild für die Krönung Mariä als Fürbitterin der Gläubigen vor Christus, die darüber dargestellt ist. Dieser Bezug zum Alten Testament wurde von Gunther durch die Wiederholung des Szepter-Motivs verdeutlicht. Von Maria geht ein Lichtstrahl auf die Personifikation der Bavaria aus, darunter ist die Kirche von Hadersbach dargestellt. Die vornehm-theatralische Figurengruppe mit der vor dem König zu Boden sinkenden Esther ist in subtiler Hellfarbigkeit hervorgehoben und durch Günther effektvoll inszeniert.
Die (teils typologischen) Bezüge setzen sich in den weiteren Deckengemälden fort. Im Deckengemälde des Chores ist die Aufnahme Mariens in den Himmel dargestellt, bezogen auf die Darstellung von Christi Himmelfahrt im Altargemälde. Im Chor finden sich wie im Schiff dem Hauptgemälde zugeordnete Bildkartuschen mit der monochromen Darstellung von Szenen aus dem Marienleben. In der südlichen Kapelle ist im Deckengemälde die Aufrichtung der ehernen Schlange dargestellt, mit der typologisch entsprechenden Darstellung der Kreuzigung im Altarblatt. In der nördlichen Seitenkapelle sind die Heiligen Leonhard und Wendelin gezeigt, die von Engeln zu den Wolken getragen werden, ebenfalls auf das Altarblatt mit der Darstellung der Heiligen als Patrone der Bauern bezogen.
Die zurückhaltenden Stuckaturen von Feichtmayr betonen die Stichkappen als Rahmen und beziehen die monochromen Bildfelder ein, indem diese mit den geschweiften Rahmen mit den Hauptfresken verbunden sind. Die Profilbänder und das Rocaillewerk sind türkisfarben getönt und laufen in vergoldete Blatt- und Blütenranken aus. Die volutenartigen Gewölbekonsolen im Chor sind mit Festons aus liturgischen Geräten und kirchlichen Würdezeichen verziert.

## Ausstattung
Der stattliche Hochaltar wurde 1721 erbaut und erhielt ein Gemälde von Joseph Anton Merz aus Straubing, das Mariä Himmelfahrt in Anlehnung an das bekannte Gemälde Assunta von Tizian darstellt. Auf den Durchgängen sind bewegte Figuren der beiden Johannes von Simon Hofer aus Straubing angeordnet. Die Seitenaltäre in den Kapellen wurden um 1780 von Feichtmayr gestaltet. Die einfachen Baldachinaufbauten sind im Übergangsstil vom Rokoko zum beginnenden Zopfstil gestaltet und mit Altarblättern der Viehpatrone von volkstümlicher Frische vermutlich aus der Günther-Werkstatt ausgestattet. Die Kanzel ist aus Stuckmarmor von Feichtmayr gearbeitet und mit sparsamer Rokoko-Dekoration versehen.
Der Taufstein aus der ersten Hälfte des 16. Jahrhunderts zeigt auf den Feldern des pyramidenförmigen Holzdeckels Darstellungen von Heiligen, Evangelisten und Kirchenvätern. An den Frontseitenaltären, die 1942 in an das Rokoko adaptierten Formen erbaut wurden, sind eine Madonna mit dem Kind aus der Zeit um 1440 und ein heiliger Laurentius aus dem späten 15. Jahrhundert aufgestellt. In der Nordseitenkapelle ist eine künstlerisch wertvolle, lebensgroße Darstellung der Schmerzhaften Muttergottes aus der Zeit um 1730, vermutlich von Simon Hofer zu finden, die möglicherweise einst zu einem Kruzifix gehörte. Die Gestalt ist durch die Einheit von pathetischer Bewegung und kunstvoller Gewanddrapierung gekennzeichnet. 

## Orgel

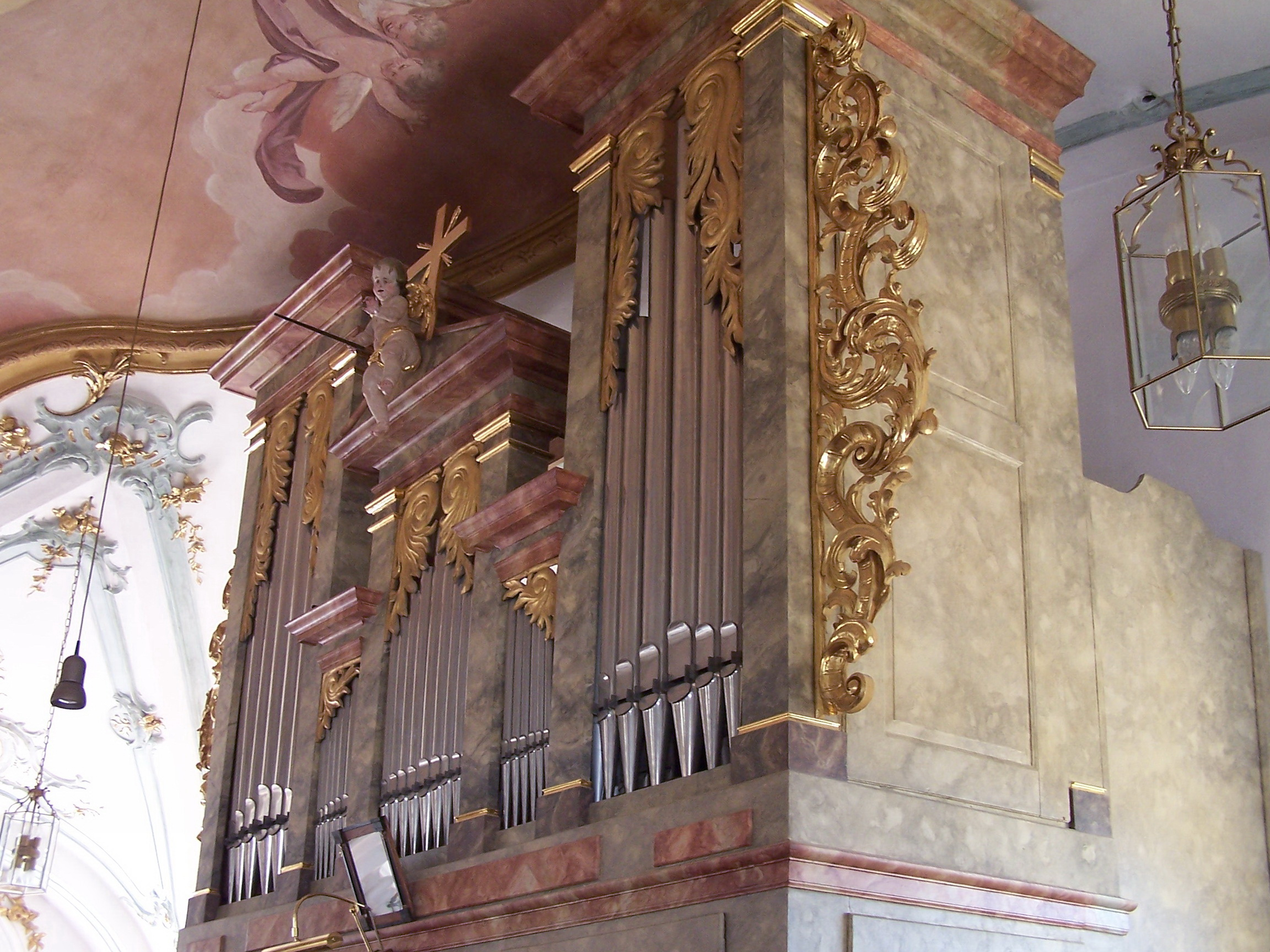
Die Ehrlich-Orgel

Die Orgel ist ein Werk von Anton Ehrlich aus dem Jahr 1843. Sie umfasst zehn Register, die sich auf einem Manual und dem Pedal verteilen. Die Disposition lautet:
| Manual C,D,E,F,G,A–f3 |       |
| Principal             | 8′    |
| Copel                 | 8′    |
| Amorosa               | 8′    |
| Octav                 | 4′    |
| Flöte                 | 4′    |
| Quinte                | 2 ⁄3′ |
| Octav                 | 2′    |
| Mixtur III–IV         | 1 ⁄3′ |

| Pedal C,D,E,F,G,A–a |     |
| Violonbaß           | 16′ |
| Octavbaß            | 08′ |